# Problematina
Problematina, en ocasiones erróneamente denominado Arproblematoum, es un género de foraminífero bentónico considerado un sinónimo posterior de Involutina de la subfamilia Involutininae, de la familia Involutinidae, del suborden Involutinina y del orden Involutinida. Su especie tipo era Involutina deslongchampsi. Su rango cronoestratigráfico abarcaba el Holoceno.

## Clasificación
Problematina incluía a las siguientes especies:
- Problematina deslongchampsi
- Problematina liassica
- Problematina nodosa
- Problematina petraea